# Vmesnik za namensko programiranje
Vmesnik za namensko programiranje ali aplikacijski programski vmesnik, angleško application programming interface, API) je množica rutin, protokolov in orodij za izgradnjo programske opreme in aplikacij.
API določa programsko komponento v smislu njenih operacij, izhodnih in vhodnih podatkov in z njimi povezanih tipov podatkov. API na ta način definira funkcionalnost programskih komponent na način, ki je neodvisen od dejanske implementacije. To omogoča različne implementacije komponente, ne da bi bil pri tem ogrožen predpisan vmesnik za uporabo komponente. API poenostavi razvoj programov s tem, da definira sestavne bloke, ki jih program sestavi pri izdelavi aplikacij.
API lahko obstaja za mrežne sisteme, operacijske sisteme, podatkovne zbirke in programske knjižnice.